# Barr'd Harbour
Barr'd Harbour is een gemeentevrij gehucht in de Canadese provincie Newfoundland en Labrador. De plaats bevindt zich aan de noordwestkust van het eiland Newfoundland.

## Geografie
Barr'd Harbour ligt aan de oostkust van St. John Bay, een baai aan de westkust van het Great Northern Peninsula van Newfoundland. In het oosten torenen de Highlands of St. John boven het plaatsje uit, met de 625 m hoge Barr'd Harbour Hill als hoogste punt.
De plaats ligt geklemd tussen de zee en provinciale route 430. Barr'd Harbour ligt 11 km ten noordoosten van Eddies Cove West en 14 km ten zuidwesten van Castors River South, de twee dichtstbij gelegen dorpen.

## Demografie
In 1991 telde Barr'd Harbour 22 inwoners. Na de volkstelling van 1996, toen de plaats slechts vijf (permanente) bewoners telde, werd Barr'd Harbour niet langer opgenomen als designated place. Op heden is het tiental huizen van de plaats voornamelijk leegstaand of bijvoorbeeld in gebruik als tweede verblijf. 